# Miami Safari EP
Miami Safari è il quarto EP della band alternative rock italiana dei Verdena, pubblicato nel 2002 dalla collaborazione tra Black Out, Mercury e Universal. Prende nome dalla settima traccia dell'album Solo un grande sasso.
È uscito nel febbraio del 2002.

## Il disco

### Registrazione
- Miami Safari:

1. Registrazione e missaggio: Maurice Andiloro presso gli studi Officine Meccaniche di Mauro Pagani, Milano
2. Produzione: Manuel Agnelli e Verdena
3. Masterizzazione: Paul Lisbon presso lo Studio Tape to Tape di Londra

- Solo un Grande Sasso, part 1; Solo un Grande Sasso, part 2; Creepy Smell; Morbida:

1. Registrazione, missaggio e masterizzazione: Alberto Ferrari e Davide Perucchini presso "Henhouse Studio", Albino (Bergamo)
2. Editing: Alessandro Dentico
3. Produzione: Verdena

È stato registrato all'Henhouse Studio, pollaio adibito a studio di registrazione, nel gennaio 2002.

### Copertina e grafica
Il progetto grafico è stato affidato a Paolo De Francesco. La fotografia di copertina è di Andrea Slavetti ed è intitolata Un bacio a Dedo. Nella foto, tra i capelli della persona a sinistra (Alberto Ferrari) sono nascosti dei volti (presumibilmente quelli dei membri del gruppo).

## Videoclip per il branoMiami Safari
Il videoclip è stato registrato a Ferrara il 1º febbraio 2002 durante un concerto evento allo Zoo Animal Sound di Ferrara.
È andato in onda per la prima volta il 15 febbraio 2002 su MTV Select.

## Tracce
Edizioni musicali Jestrai, eccetto dove indicato.
1. Miami Safari – 3:35
2. Solo un grande sasso Part I – 5:28
3. Solo un grande sasso Part II – 6:30
4. Creepy Smell – 1:48 (Melvins; edizioni musicali Siae)
5. Morbida – 2:41

Durata totale: 20:02

## Formazione
Di seguito sono riportati i musicisti e i relativi strumenti che hanno suonato durante le registrazioni dell'album.

### Gruppo
- Alberto Ferrari - chitarre, voce; mellotron (in Miami Safari e Morbida), chitarra acustica (in Morbida), basso (in Morbida), synth (in Solo un grande sasso Part II), chitarra sitar (in Solo un grande sasso Part II) , piano wurlitzer (in Miami Safari)
- Luca Ferrari - batteria, synth (in Solo un grande sasso Part I e Part II), mellotron (in Solo un grande sasso Part II),  voce di "zinco piombo" (in Solo un grande sasso Part II)
- Roberta Sammarelli - basso (in tutte le tracce eccetto Morbida), piano Rhodes (in Solo un grande sasso Part I e Part II), voce (in Miami Safari), piano wurlitzer (in Miami Safari)

### Altri
- Davide "Brujo" Perucchini - delay machine (in Solo un grande sasso Part I) e voce di "zinco piombo" (in Solo un grande sasso Part II)
- Pina - voce di "zinco piombo" (in Solo un grande sasso Part II)
- Ulla (cane) - "woof woof" (in Solo un grande sasso Part I)